# Equivalência lógica
Na lógica, afirmações {\displaystyle p} e {\displaystyle q} são logicamente equivalentes se tiverem o mesmo conteúdo lógico. Isto é, se elas tiverem o mesmo valor de verdade em todos os modelos. A equivalência lógica de {\displaystyle p} e {\displaystyle q} às vezes é expressa como {\displaystyle p\equiv q}, {\displaystyle {\textsf {E}}pq}, ou {\displaystyle p\iff q}. No entanto, esses símbolos também são usados para equivalência material. A interpretação adequada depende do contexto. A equivalência lógica é diferente da equivalência material, embora os dois conceitos estejam intimamente relacionados.

## Equivalências lógicas
| Equivalência | Nome                     |
| --- | ------------------------ |
| {\displaystyle p\wedge \top \equiv p} {\displaystyle p\vee \bot \equiv p}                                                             | Identidade               |
| {\displaystyle p\vee \top \equiv \top } {\displaystyle p\wedge \bot \equiv \bot }                                                     | Dominação                |
| {\displaystyle p\vee p\equiv p} {\displaystyle p\wedge p\equiv p}                                                                     | Idempotência             |
| {\displaystyle \neg (\neg p)\equiv p}                                                                                                 | Dupla negação            |
| {\displaystyle p\vee q\equiv q\vee p} {\displaystyle p\wedge q\equiv q\wedge p}                                                       | Comutatividade           |
| {\displaystyle (p\vee q)\vee r\equiv p\vee (q\vee r)} {\displaystyle (p\wedge q)\wedge r\equiv p\wedge (q\wedge r)}                   | Associatividade          |
| {\displaystyle p\vee (q\wedge r)\equiv (p\vee q)\wedge (p\vee r)} {\displaystyle p\wedge (q\vee r)\equiv (p\wedge q)\vee (p\wedge r)} | Propriedade distributiva |
| {\displaystyle \neg (p\wedge q)\equiv \neg p\vee \neg q} {\displaystyle \neg (p\vee q)\equiv \neg p\wedge \neg q}                     | Leis de De Morgan        |
| {\displaystyle p\vee (p\wedge q)\equiv p} {\displaystyle p\wedge (p\vee q)\equiv p}                                                   | Absorção                 |
| {\displaystyle p\vee \neg p\equiv \top } {\displaystyle p\wedge \neg p\equiv \bot }                                                   | Negação                  |

Equivalências lógicas envolvendo afirmações condicionais:

1. {\displaystyle p\implies q\equiv \neg p\vee q}
2. {\displaystyle p\implies q\equiv \neg q\implies \neg p}
3. {\displaystyle p\vee q\equiv \neg p\implies q}
4. {\displaystyle p\wedge q\equiv \neg (p\implies \neg q)}
5. {\displaystyle \neg (p\implies q)\equiv p\wedge \neg q}
6. {\displaystyle (p\implies q)\wedge (p\implies r)\equiv p\implies (q\wedge r)}
7. {\displaystyle (p\implies q)\vee (p\implies r)\equiv p\implies (q\vee r)~~~} (Dilema simples)
8. {\displaystyle (p\implies q)\vee (r\implies s)\equiv r\vee s~~~~~~} (Dilema complexo)
9. {\displaystyle (p\implies r)\wedge (\neg p\implies r)\equiv r~~~~~~} (Dilema especial)
10. {\displaystyle (p\implies r)\wedge (q\implies r)\equiv (p\vee q)\implies r}
11. {\displaystyle (p\implies r)\vee (q\implies r)\equiv (p\wedge q)\implies r}
12. {\displaystyle (p\implies q)\wedge (q\implies r)\equiv p\implies r~~~~} (Silogismo hipotético)
13. {\displaystyle p\implies (q\implies r)\equiv (p\wedge q)\implies r~~~~} (Importação)

Equivalências lógicas envolvendo bicondicionais:

1. {\displaystyle p\iff q\equiv (p\implies q)\wedge (q\implies p)}
2. {\displaystyle p\iff q\equiv \neg p\iff \neg q}
3. {\displaystyle p\iff q\equiv (p\wedge q)\vee (\neg p\wedge \neg q)}
4. {\displaystyle \neg (p\iff q)\equiv p\iff \neg q}

## Exemplo
As afirmações a seguir são logicamente equivalentes:
1. Se Lúcia está na Dinamarca, então ela está na Europa.  (Em símbolos, {\displaystyle d\implies e}.)
2. Se Lúcia não está na Europa, então ela não está na Dinamarca.  (Em símbolos, {\displaystyle \neg e\implies \neg d}.)

Sintaticamente, (1) e (2) são deriváveis uns dos outros através das regras de contraposição e dupla negação. Semanticamente, (1) e (2) são verdadeiros exatamente nos mesmos modelos (interpretações, avaliações); ou seja, aqueles em que Lúcia está na Dinamarca é falsa ou Lúcia está na Europa é verdade.
(Observe que, neste exemplo, é assumida a lógica clássica. Algumas lógicas não clássicas não consideram (1) e (2) logicamente equivalentes.)

## Relação com equivalência material
A equivalência lógica é diferente da equivalência material. Fórmulas {\displaystyle p} e {\displaystyle q} são logicamente equivalentes se e somente se a declaração de sua equivalência material ({\displaystyle p\iff q})  é uma tautologia.
A equivalência material de {\displaystyle p} e {\displaystyle q} (frequentemente escrita {\displaystyle p\iff q}) é em si uma outra afirmação na mesma linguagem de objeto como {\displaystyle p} e {\displaystyle q}.  Esta afirmação expressa a ideia "'{\displaystyle p} se e somente se {\displaystyle q}'". Em particular, o valor de verdade de {\displaystyle p\iff q} pode mudar de um modelo para outro.
A afirmação de que duas fórmulas são logicamente equivalentes é uma declaração na metalinguagem, expressando uma relação entre duas afirmações {\displaystyle p} e {\displaystyle q}.   As afirmações são logicamente equivalentes se, em cada modelo, elas tiverem o mesmo valor de verdade.